# Acâș
Acâș oder Acîș [aˈkɨʃ] (veraltet Achiș, Acoșiu; ungarisch Ákos, deutsch Fürstendorf) ist eine Gemeinde im Kreis Satu Mare in Siebenbürgen, im Nordwesten Rumäniens.
Der Ort ist selten unter der deutschen Bezeichnung Akoschen bekannt.

## Geographische Lage

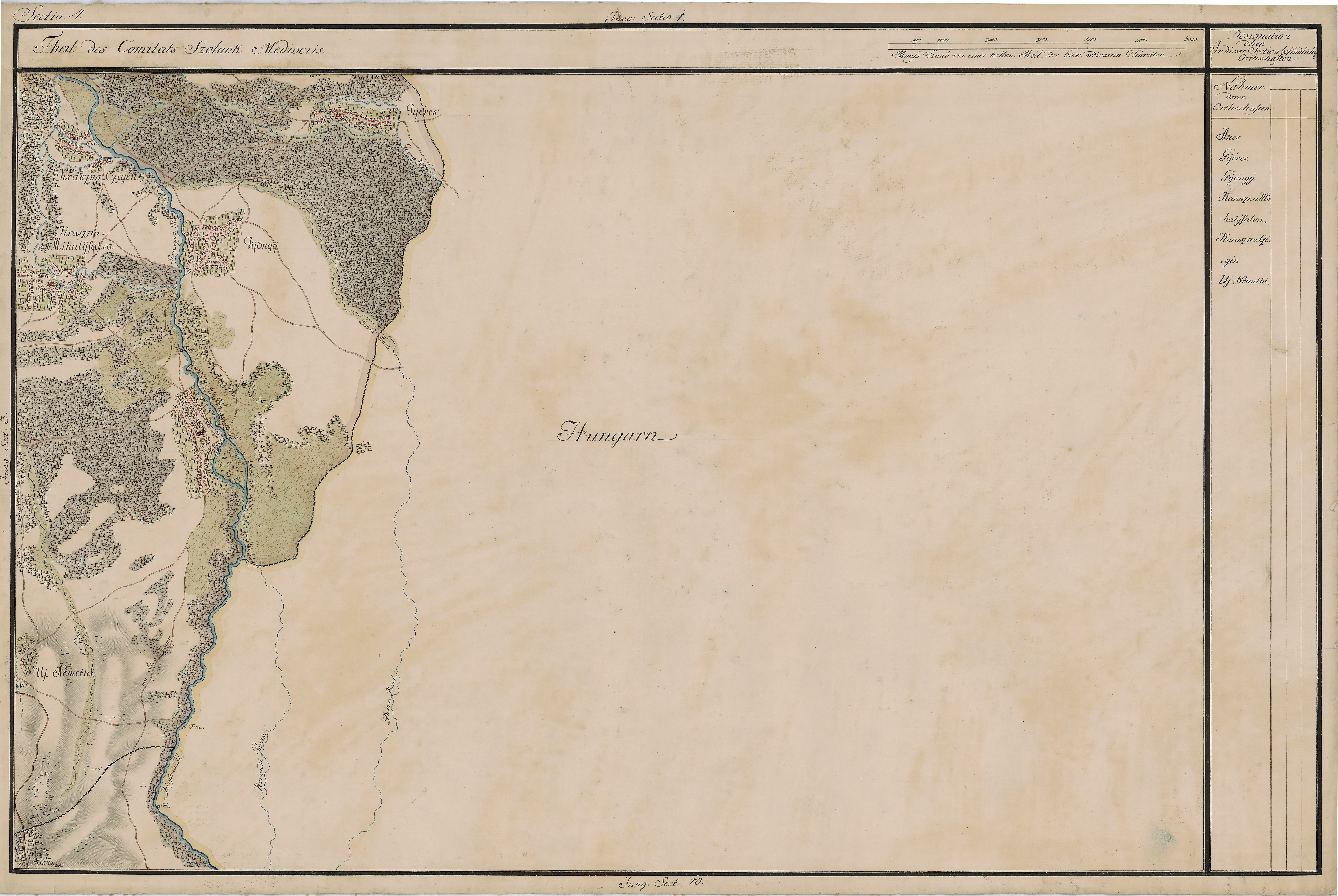
Acâș auf einem Blatt der Josephinischen Landesaufnahme (1769–1773).

Die Gemeinde Acâș liegt am nordöstlichen Rand der Ungarischen Tiefebene, im historischen Stuhlbezirk Tasnád des Szilágy Komitats. Im Süden des Kreises Satu Mare am linken Ufer des Flusses Crasna, an der Europastraße 81 und der Bahnstrecke Carei–Zalău befindet sich der Ort Acâș etwa 17 Kilometer östlich von der Kleinstadt Tășnad; die Kreishauptstadt Satu Mare (Sathmar) liegt ca. 30 Kilometer nördlich.

## Bevölkerung
Die ethnische Zugehörigkeit der Bevölkerung Siebenbürgens ist seit Mitte des 19. Jahrhunderts in Volkszählungen dokumentiert. Die Bevölkerungsanzahl der Gemeinde Acâș ist in den letzten Jahren leicht gesunken. 2002 wurden 2859 Einwohner; 2011 2827 und 2021 2728 Einwohner registriert.
Ethnisch zugehörig bezeichneten sich die Bewohner folgendermaßen:
| Ethnie   | 1850  | 1880  | 1890  | 1900  | 1910  | 1920  | 1930 | 1941 | 1966 | 1977 | 1992 | 2002 | 2011 | 2021 |
| -------- | ----- | ----- | ----- | ----- | ----- | ----- | ---- | ---- | ---- | ---- | ---- | ---- | ---- | ---- |
| Rumänen  | 1310  | 1053  | 1341  | 1270  | 1329  | 1410  | 1636 | 1627 | 1974 | 1500 | 1094 | 923  | 758  | 591  |
| Ungarn   | 1473  | 1563  | 1769  | 2148  | 2153  | 1739  | 1649 | 2279 | 2171 | 1562 | 1277 | 1413 | 1222 | 878  |
| Roma     | 42    | k. A. | k. A. | k. A. | k. A. | k. A. | 187  | 75   | -    | 458  | 599  | 515  | 759  | 1109 |
| Deutsche | -     | -     | 60    | -     | 19    | 5     | 43   | -    | 4    | 6    | 11   | 7    | 4    | 3    |
| Slowaken | k. A. | 1     | 1     | -     | -     | k. A. | -    | -    | 2    | -    | -    | 1    | -    | 2    |
| Juden    | 175   | k. A. | k. A. | k. A. | k. A. | 161   | 91   | 20   | -    | -    | -    | -    | -    | -    |

## Geschichte des Ortes
1855 wurde im Flussbett der Crasna ein bronzezeitlicher Goldarmring mit Spiralenden gefunden, der sich heute im Naturhistorischen Museum in Wien befindet. Südlich des Dorfes – bei den Einheimischen Moară genannt – wurden im Jahr 2000, bei wasserbaulichen Maßnahmen entlang der Crasna, zahlreiche archäologische Funde unterschiedlicher Datierung entdeckt. Diese sind vor allem Siedlungsgruben der Mittelbronzezeit (Otomani- und Wietenberg-Kultur) und der Spätbronzezeit (erste Phase der Pișcolt-Cehăluț-Hajdúbagos-Kultur) und ein Haus mit einem liegenden Ofen aus dem 7. Jahrhundert n. Chr. Zahlreiche archäologische Komplexe aus dem 11. bis 13. Jahrhundert gehören zur Vorläufersiedlung von Acâș, die vermutlich während des Mongolensturms 1241 zerstört wurde.
Die weitere mittelalterliche Geschichte des Orts ist eng mit dem Kloster verbunden. 1421 wird der Ort erstmals in einer Urkunde als Stadt (oppidum) in den Familien des ungarischen Niederadels, wie die Oroszi und vor allem Ákos, Besitz hatten. Nach dem Aussterben des Adelsgeschlechts Ákos fällt ihr Besitz in die Hände mehrerer Adeliger. Vom 15.–17. Jahrhundert entwickelt sich Acâș zu einem bedeutenden Ort, der aber im 18. Jahrhundert wieder an Bedeutung verlor. Gemäß dem Friedensvertrags von Trianon 1920 fiel Partium und damit auch Acâș an Rumänien.

## Kloster Ákos

### Geschichte des Klosters

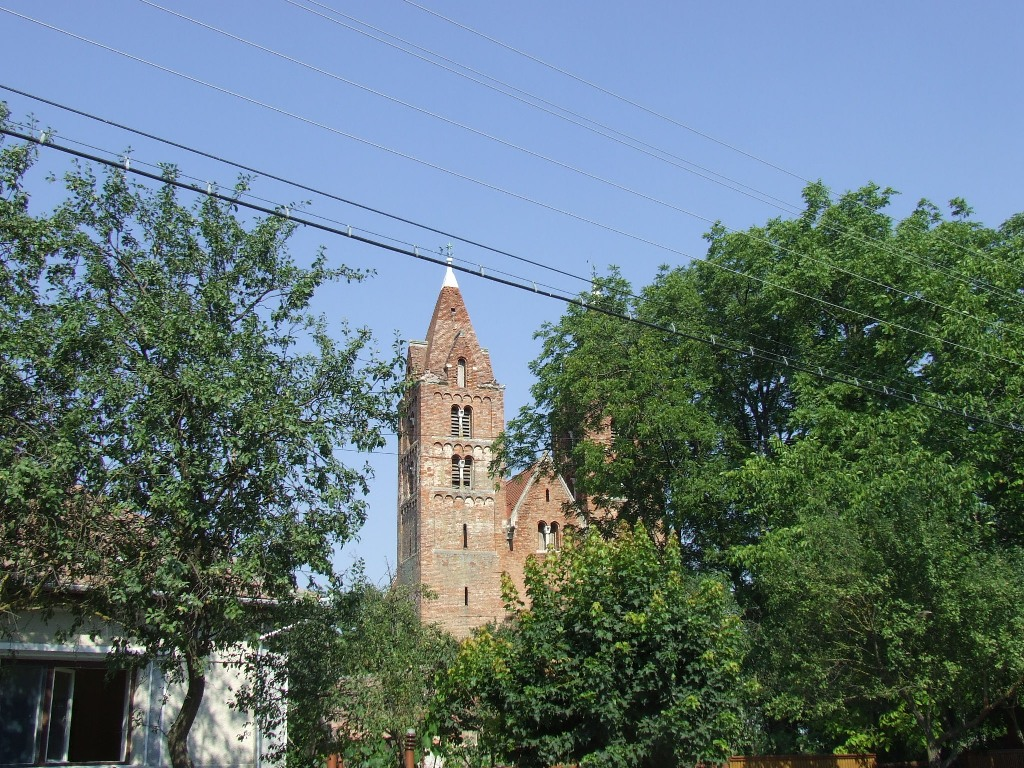
Die romanische Klosterkirche von Ákos, heute Kirche der reformierten Gemeinde

Obwohl das Benediktinerkloster erst 1342 zum ersten Mal als Akusmonostura in Zonuc erwähnt wurde, wurde es ausweislich der erhaltenen Architektur und archäologischer Funde bereits in der zweiten Hälfte des 12. Jahrhunderts gegründet. Als Hauskloster ist es eng mit der nahe Acâș ansässigen gens Ákos verbunden. 1421 wird es als Kloster der Jungfrau Maria bezeichnet. Insgesamt ist die urkundliche Überlieferung des Klosters gering.
1642 wurde das Dorf calvinistisch, der erste reformierte Prediger ist für das Jahr 1597 bekannt.
1834 wurde die Kirche durch ein Erdbeben und 1862 durch eine dreitägige Feuersbrunst schwer zerstört. Dringend notwendige Restaurierungsarbeiten wurden zwischen 1896 und 1902 von dem ungarischen Architekten und Denkmalpfleger Frigyes Schulek durchgeführt.

### Architektur

Vereinfachter Kirchengrundriß mit Grabungsschnitten und -befunde, umgezeichnet nach P. L. Szőcs

Die Klosterkirche ist der einzige erhaltene Bau und gilt heute noch als eines der am besten erhaltenen romanischen Bauten des mittelalterlichen Ungarn. Es ist eine dreischiffige Pfeilerbasilika mit einer Apsis im Osten. Der Raum über der Apsis ist zum Kirchenschiff geöffnet. Die Basilika hat zwei mächtige Türme im Westen, die im Untergeschoss durch Arkaden zum Kirchenraum geöffnet sind. Der gesamte Kirchenbau wurde in einer einzigen Bauphase errichtet, wie das homogene Mauerwerk aus flachen Backsteinen ohne Baufugen beweist; einzig die von Schulek getätigten Reparaturen, vor allem unterhalb der Dachtraufe, sind durch die verwendeten maschinell hergestellten Ziegel deutlich zu erkennen.
Die Kirche wurde fast vollständig aus flachen Backsteinen gebaut. Nur einige architektonische Details wie Kämpfer, Fenstersäulen im Turm oder Gewände der Portale und Nischen bestehen aus Haustein. Dies kann auf oberitalienischen Einfluss zurückzuführen sein, z. B. Chiaravalle, Morimondo u. v. a. Der Innenraum ist heute verputzt und weiß gestrichen, die ursprünglichen Fassungen sind auch in den für restauratorische Voruntersuchungen angelegten Sondagen nicht zu erkennen.
1998–2005 führte Péter Levente Szôcs archäologische Ausgrabungen mit dem Ziel die Form der Klausurgebäude zu bestimmen. Dabei wurde eine zur Ostklausur gehörende kleine Kapelle mit Apsis freigelegt die schon von Bauzeichnungen des späten 19. Jahrhunderts bekannt war. Diese Kapelle ist mit der Klosterkirche gleichzeitig und wurde bereits im 16. Jahrhundert zerstört. Ferner wurden etwa 70 Gräber, sowohl aus dem 12. bis 16. als auch aus dem 18. und 19. Jahrhundert untersucht.

### Ausstattung
Es sind keine mittelalterlichen Ausstattungsstücke der Kirche erhalten. Die Kirchenbänke aus dem 18. Jahrhundert sind mit floralen Motiven geschmückt. Schmiedeeiserne Leuchter aus dem 19. Jh. sind im Kirchenschiff aufgehängt. Die kleine Orgel wurde im frühen 20. Jahrhundert beschafft. Die beiden Glocken der Kirche stammen aus den Jahren 1742 und 1924.

### Galerie
Außenansichten

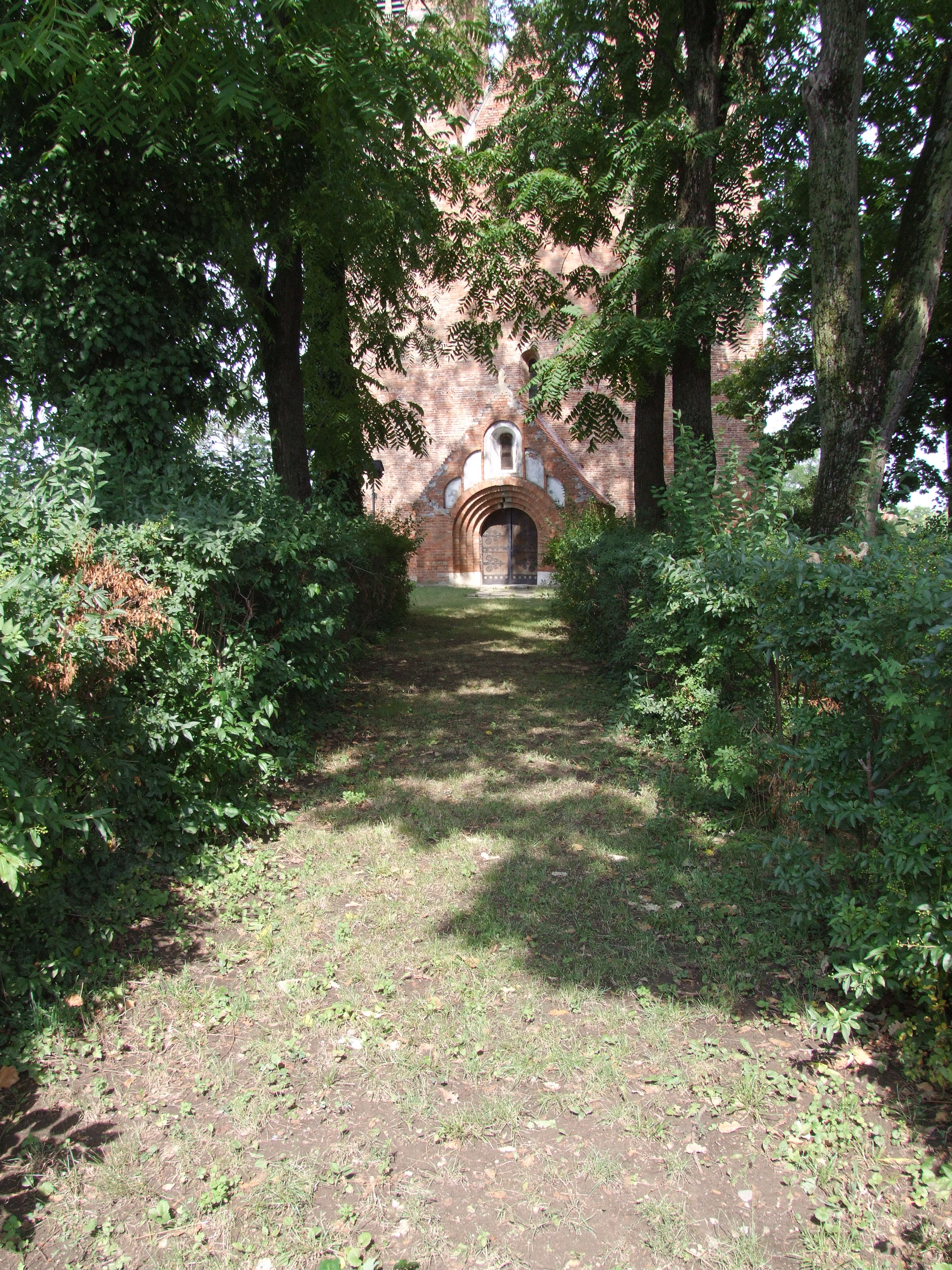
Weg zur Kirche. - Blick nach O.
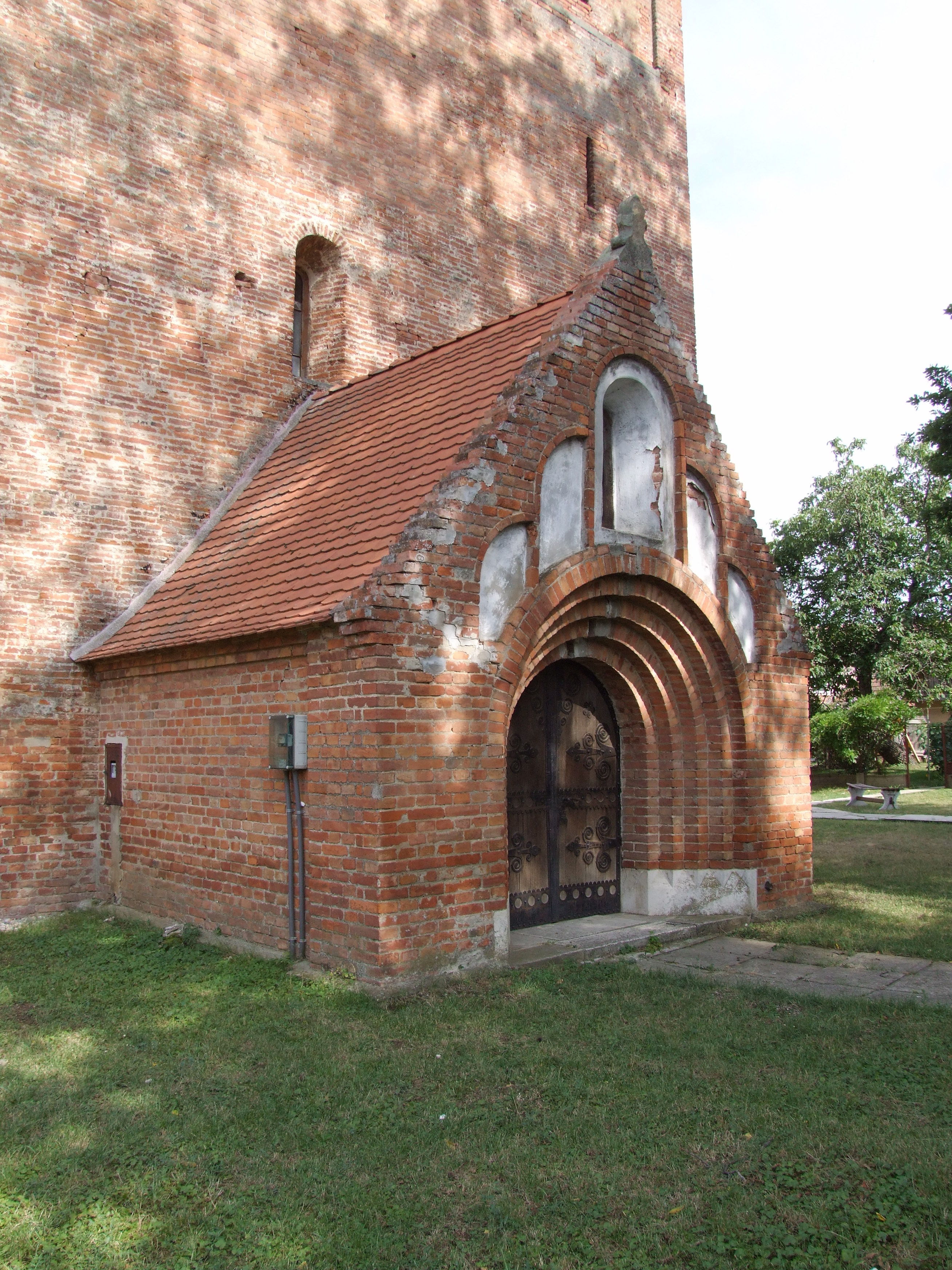
Der Vorbau. - Blick nach O.
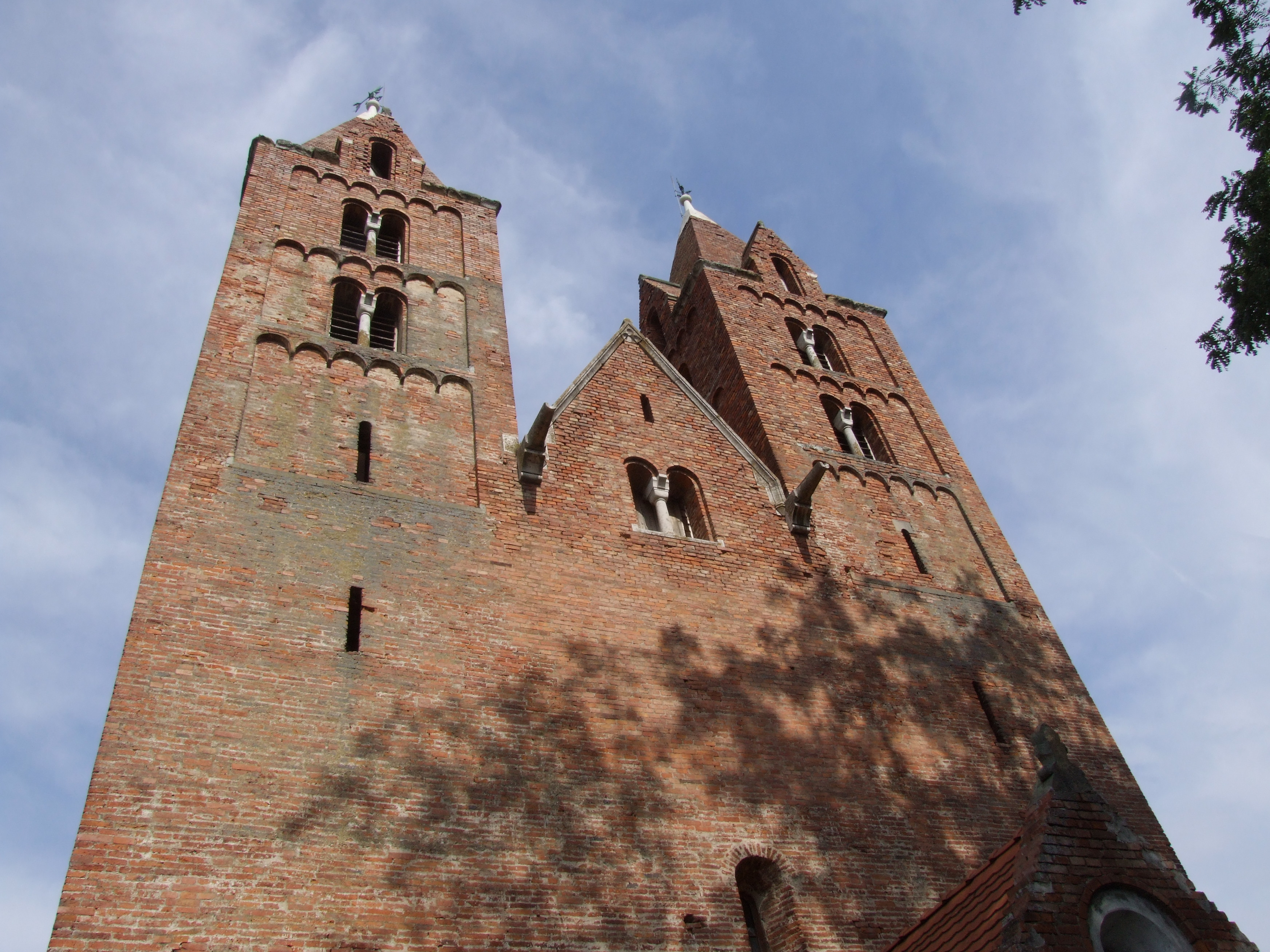
Die mächtigen Westtürme. - Blick nach O.
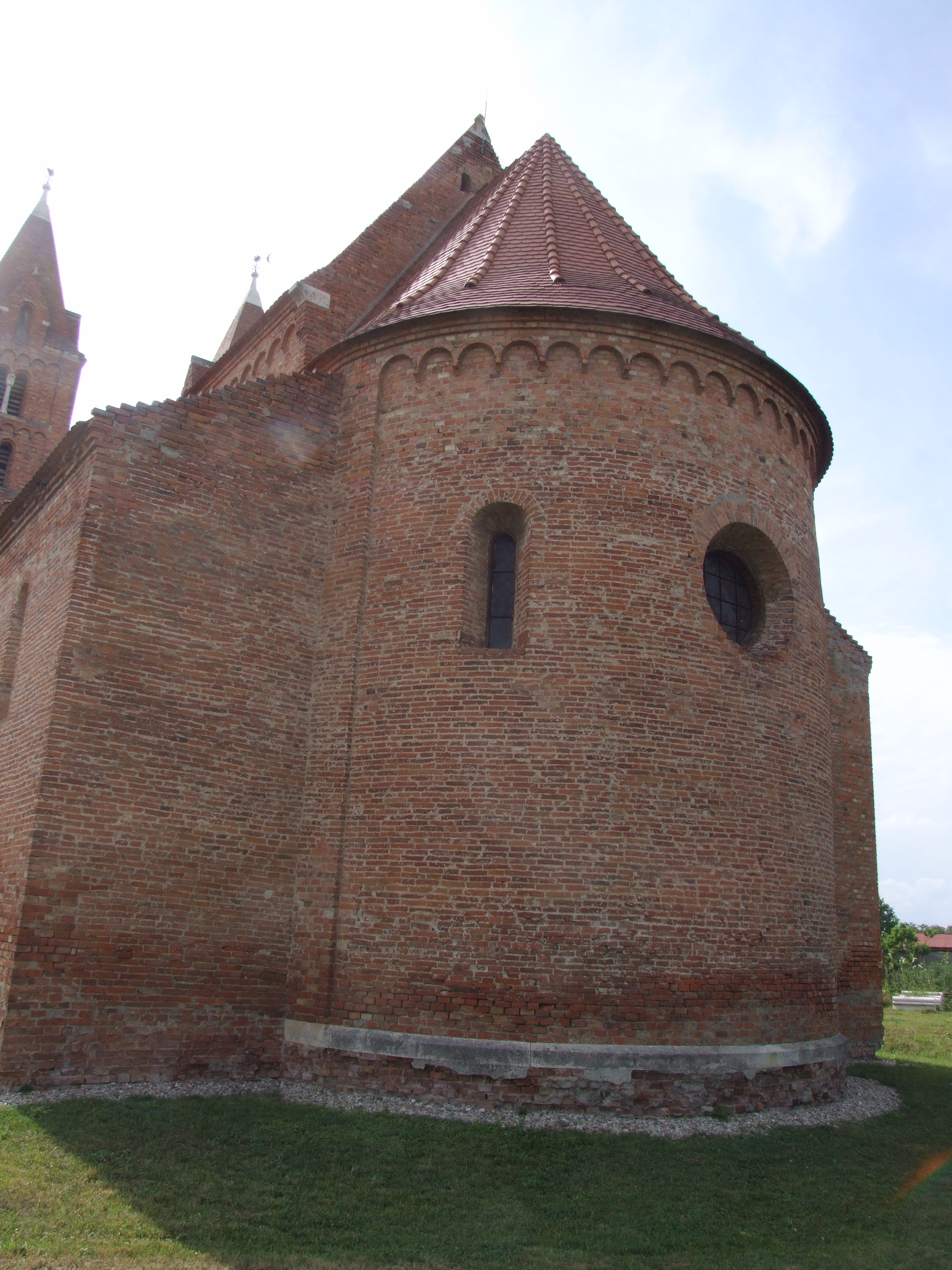
Die Apsis. - Blick nach NW.
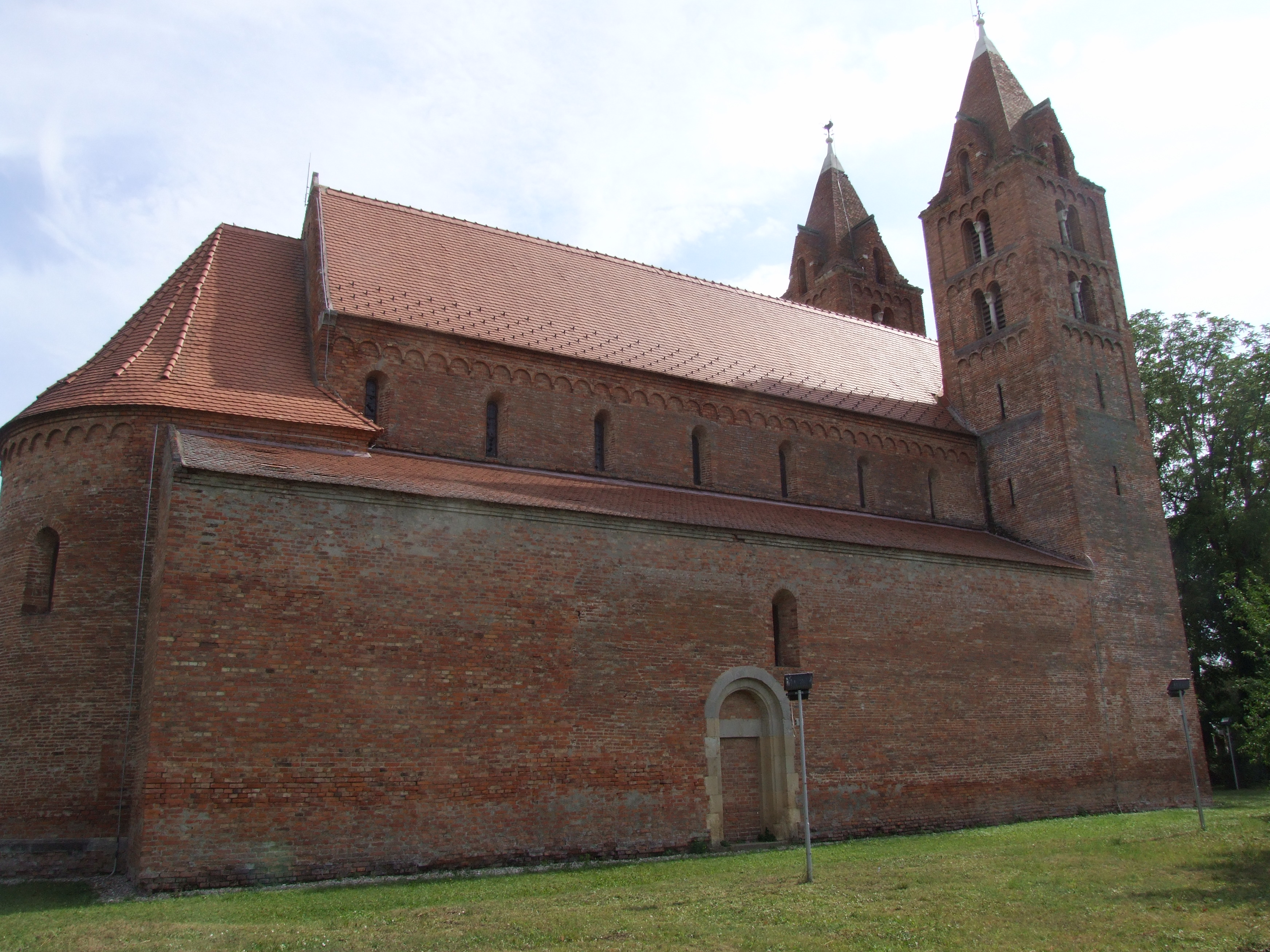
Gesamtansicht. - Blick nach SW.

Mauerwerk. Das ursprüngliche Mauerwerk ist von dem ergänzten (zum überwiegenden Teil der Restaurierungsarbeiten von Frigyes Schulek um 1900) anhand des Ziegelformates und der Patinierung zu unterscheiden.

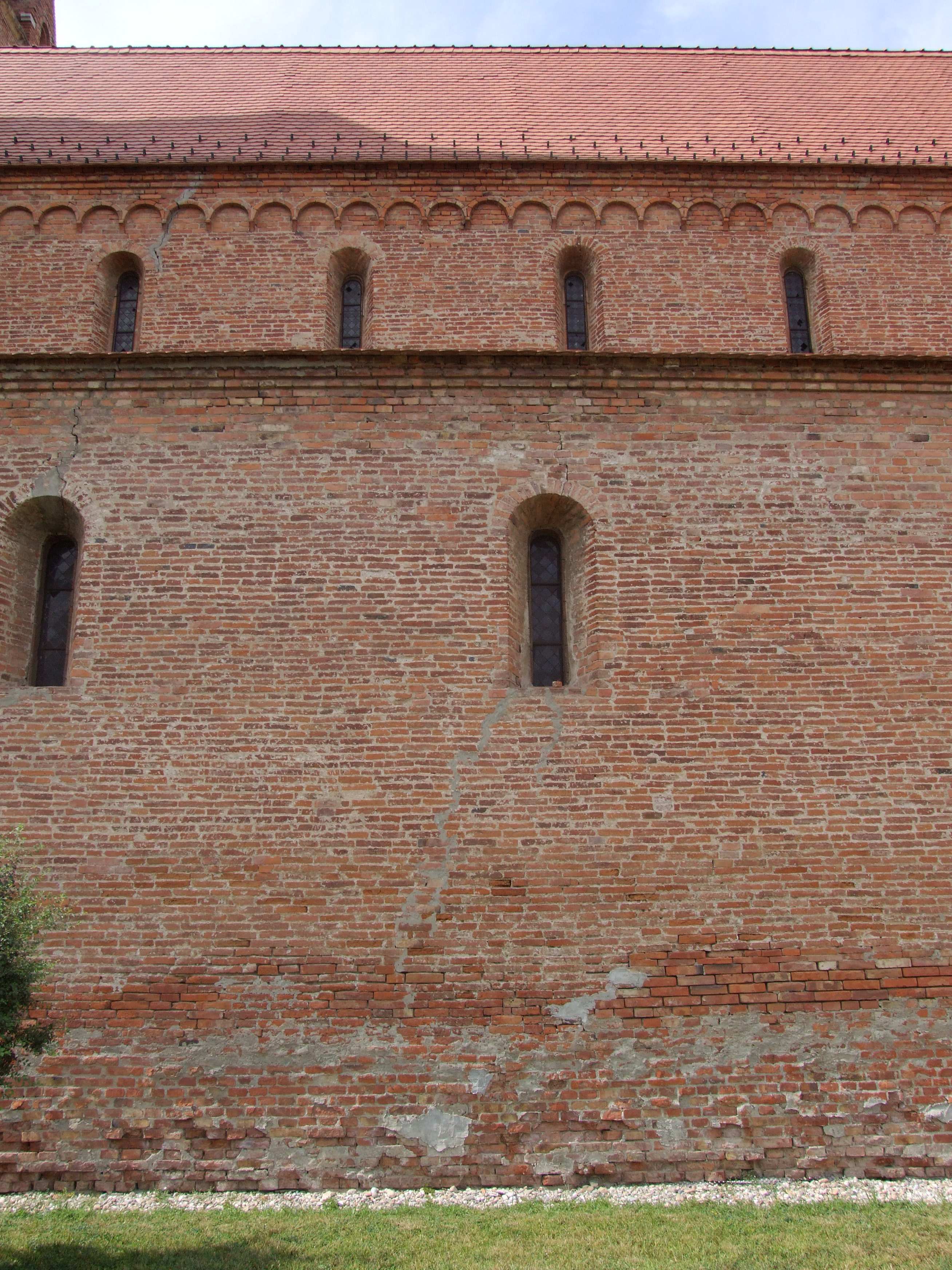
Das Kirchenschiff. Der mittlere Teil der Mauer mit den Fenstern ist noch ursprüngliche Bausubstanz. - Blick nach N.
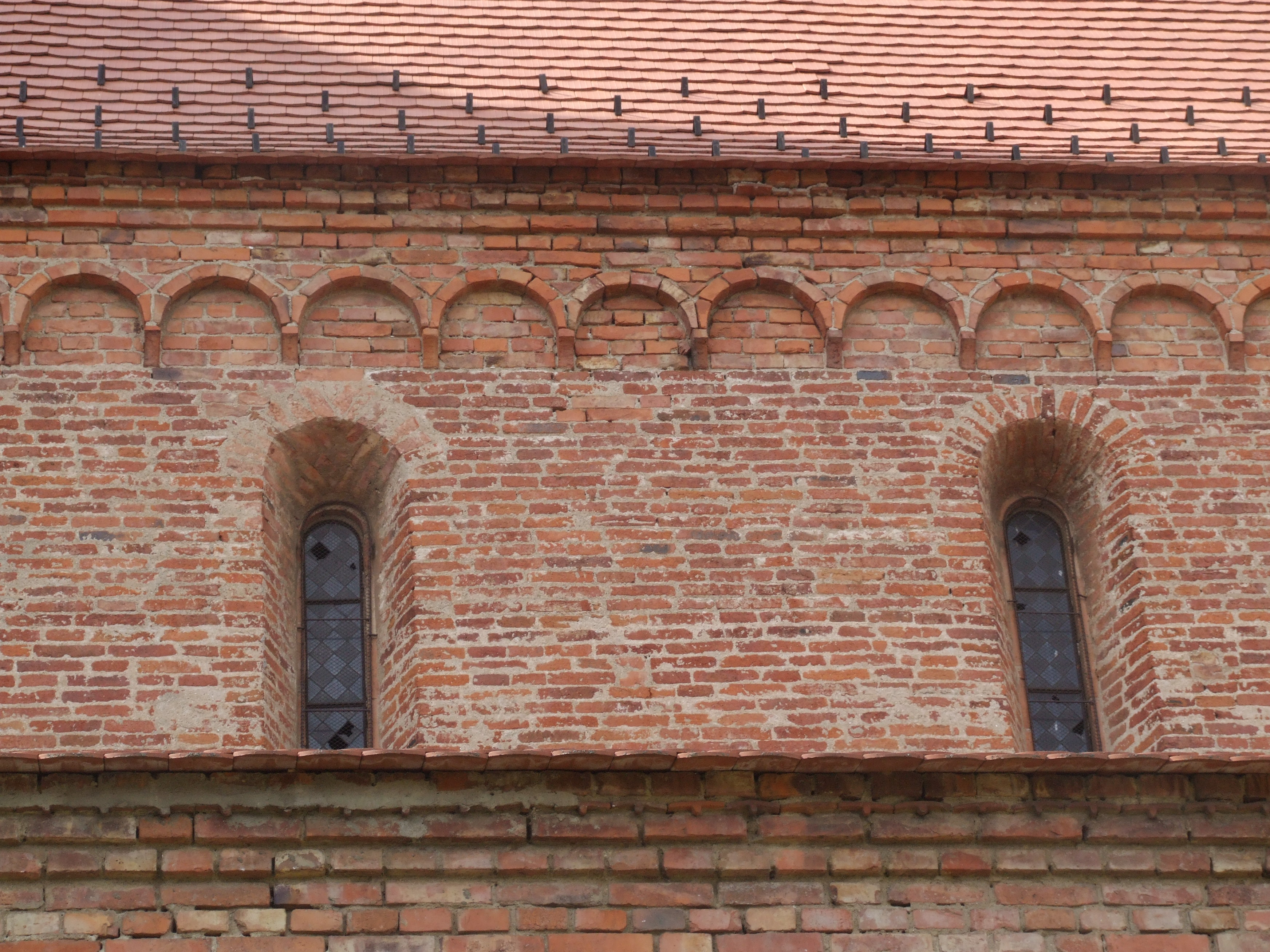
Das Hauptschiff. Der ursprüngliche Bogenfries wurde um 1900 entfernt und ergänzt. - Blick nach N.
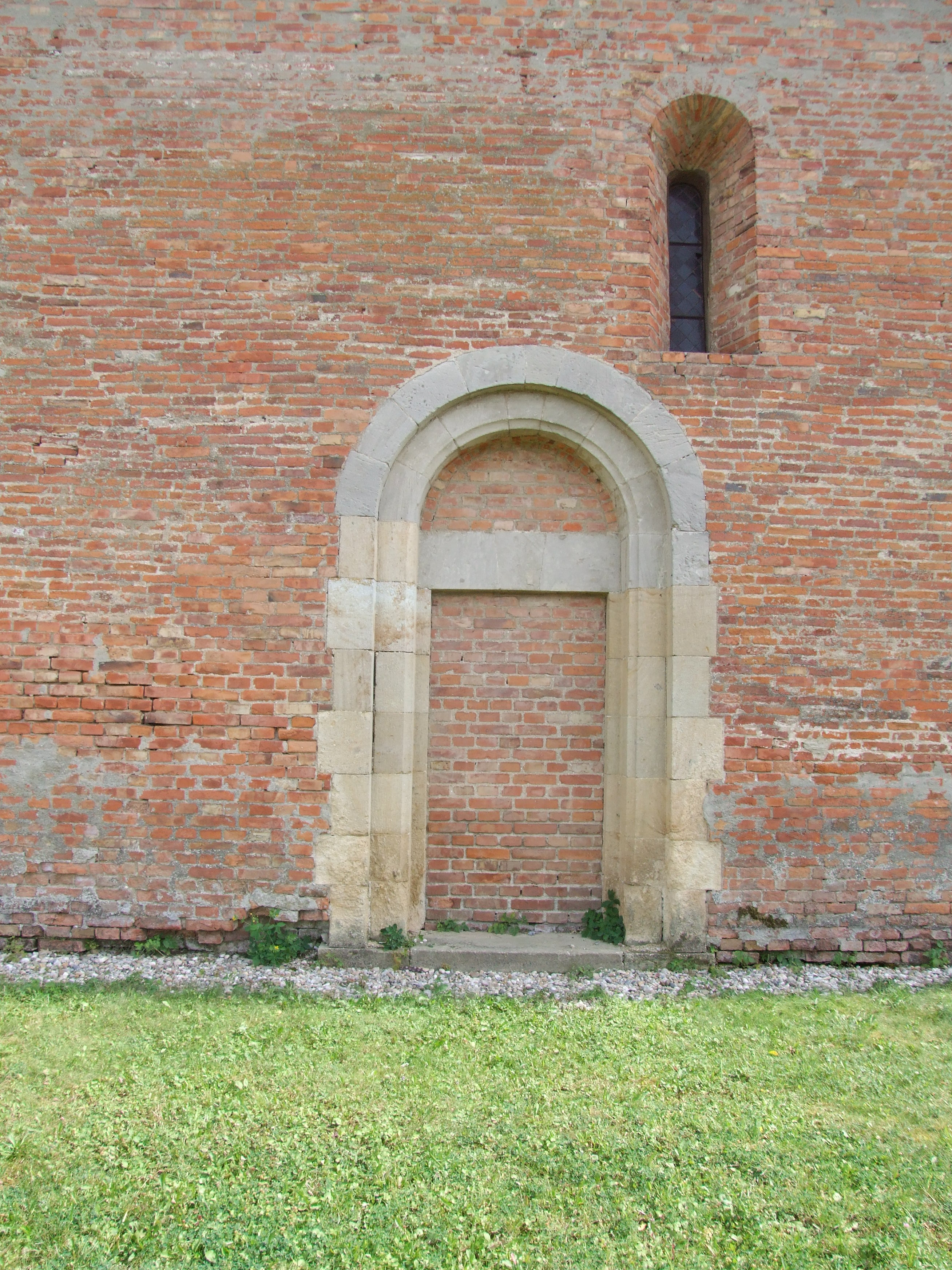
Das zugemauerte Portal auf der Nordseite besitzt eine Laibung aus Sandsteinquadern, . - Blick nach S.
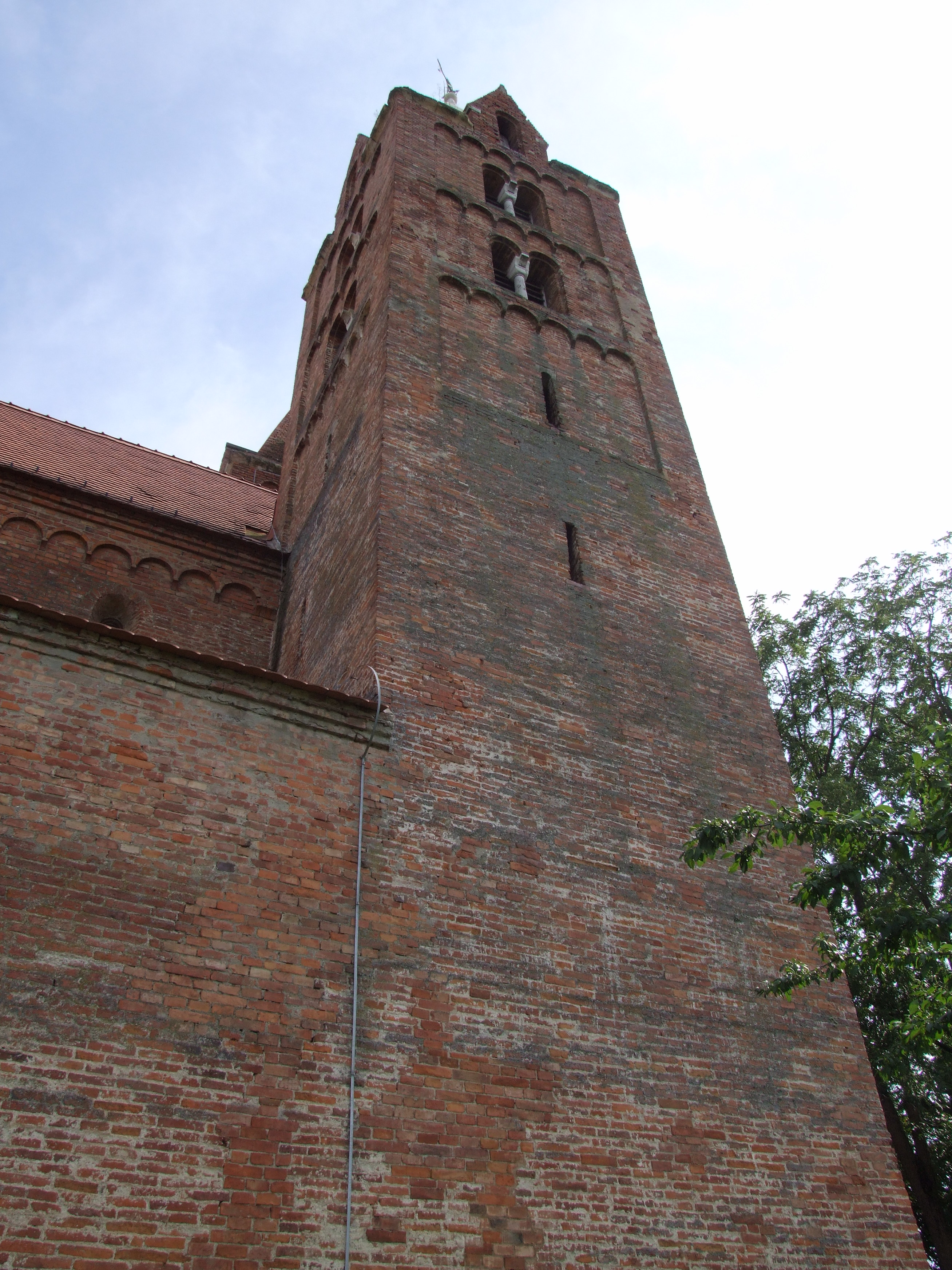
NW-Turm und baufugenlos anschließendes Schiff. - Blick nach SW.
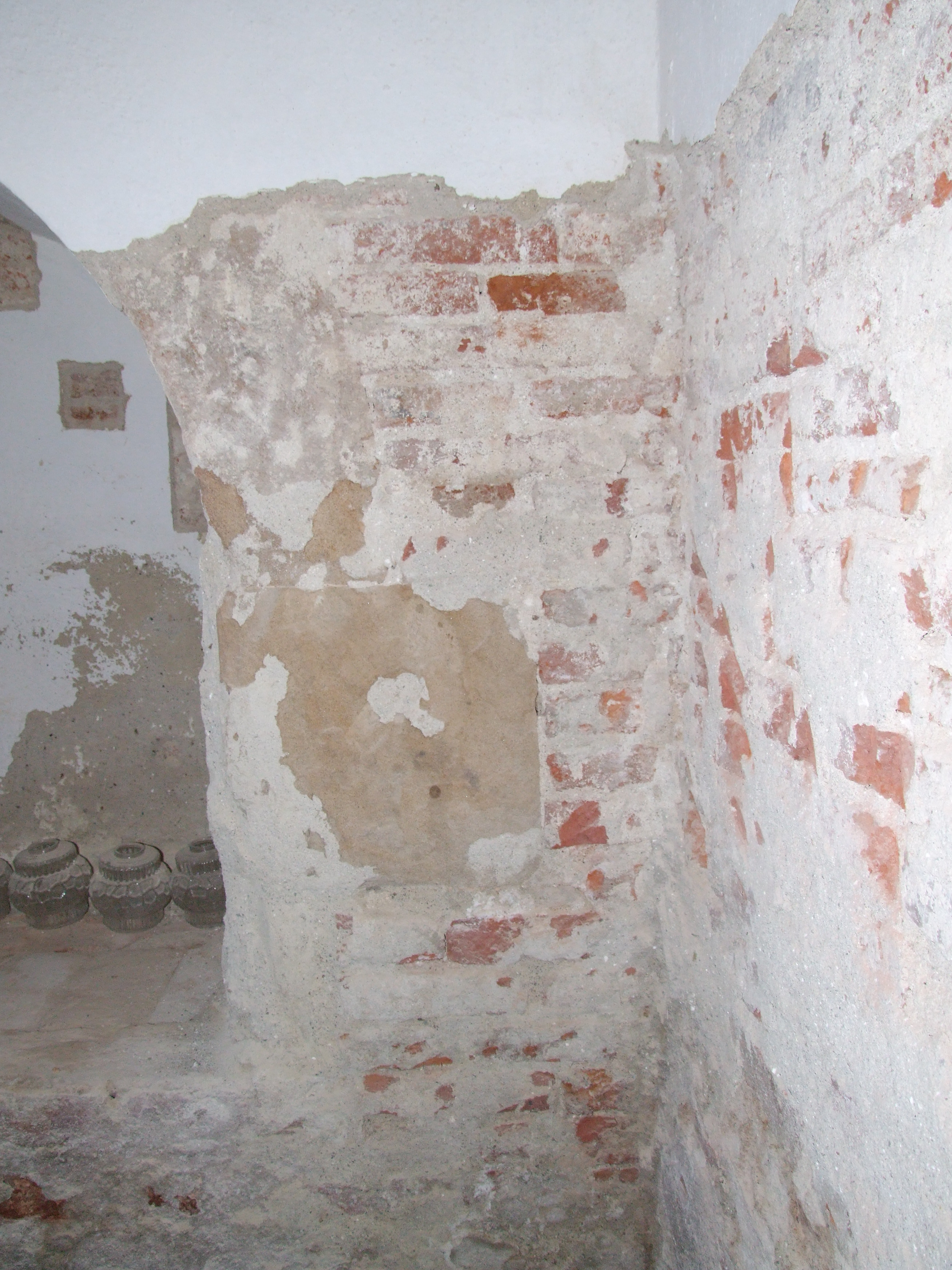
Backsteinmauer mit Hausteinen als Laibung für eine Mauernische im Osten des südlichen Seitenschiffs. - Blick nach O.

Innenansichten und Ausstattung

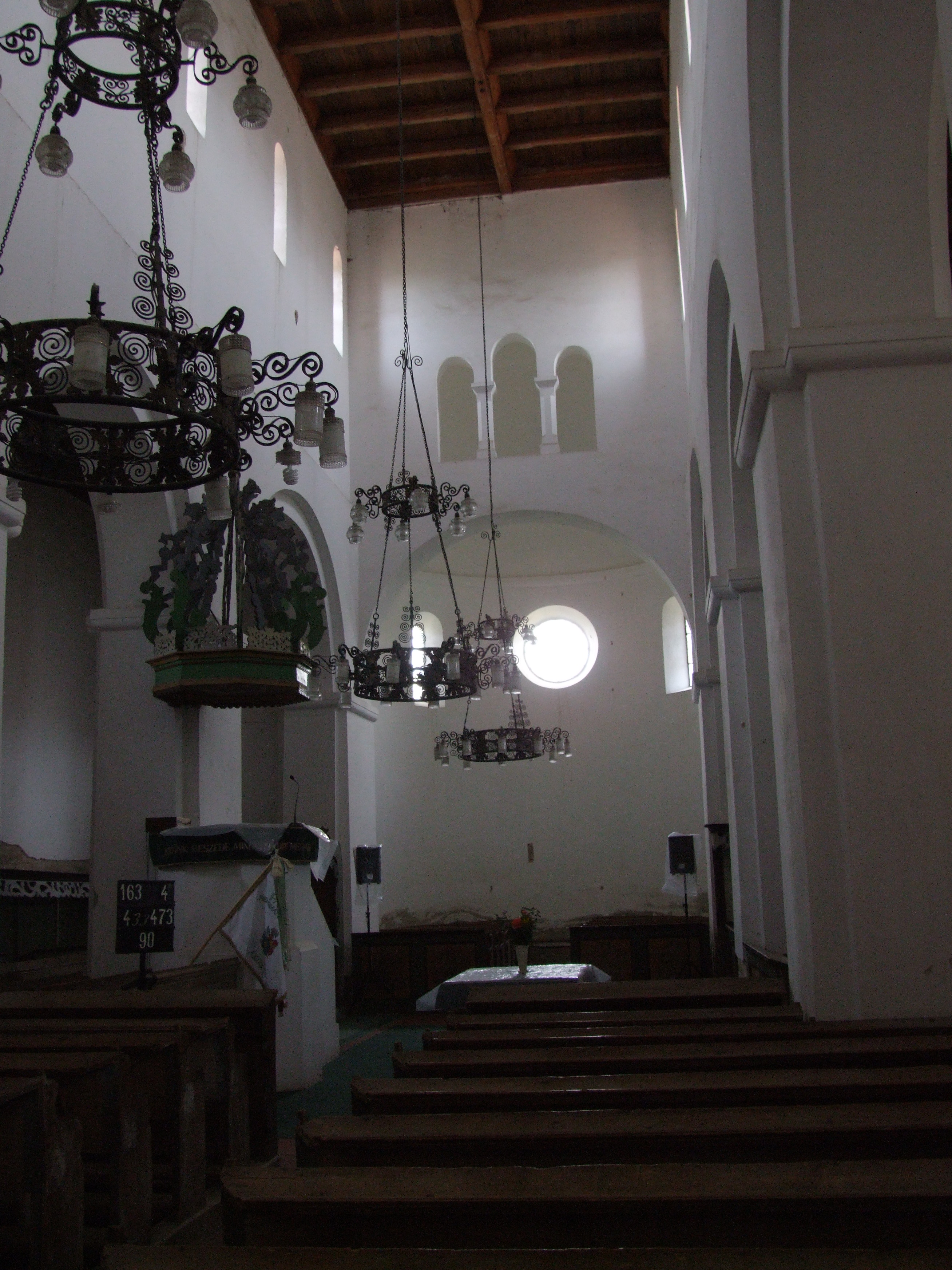
Hauptschiff mit gusseisernen Leuchtern. - Blick zum Chor (nach O).
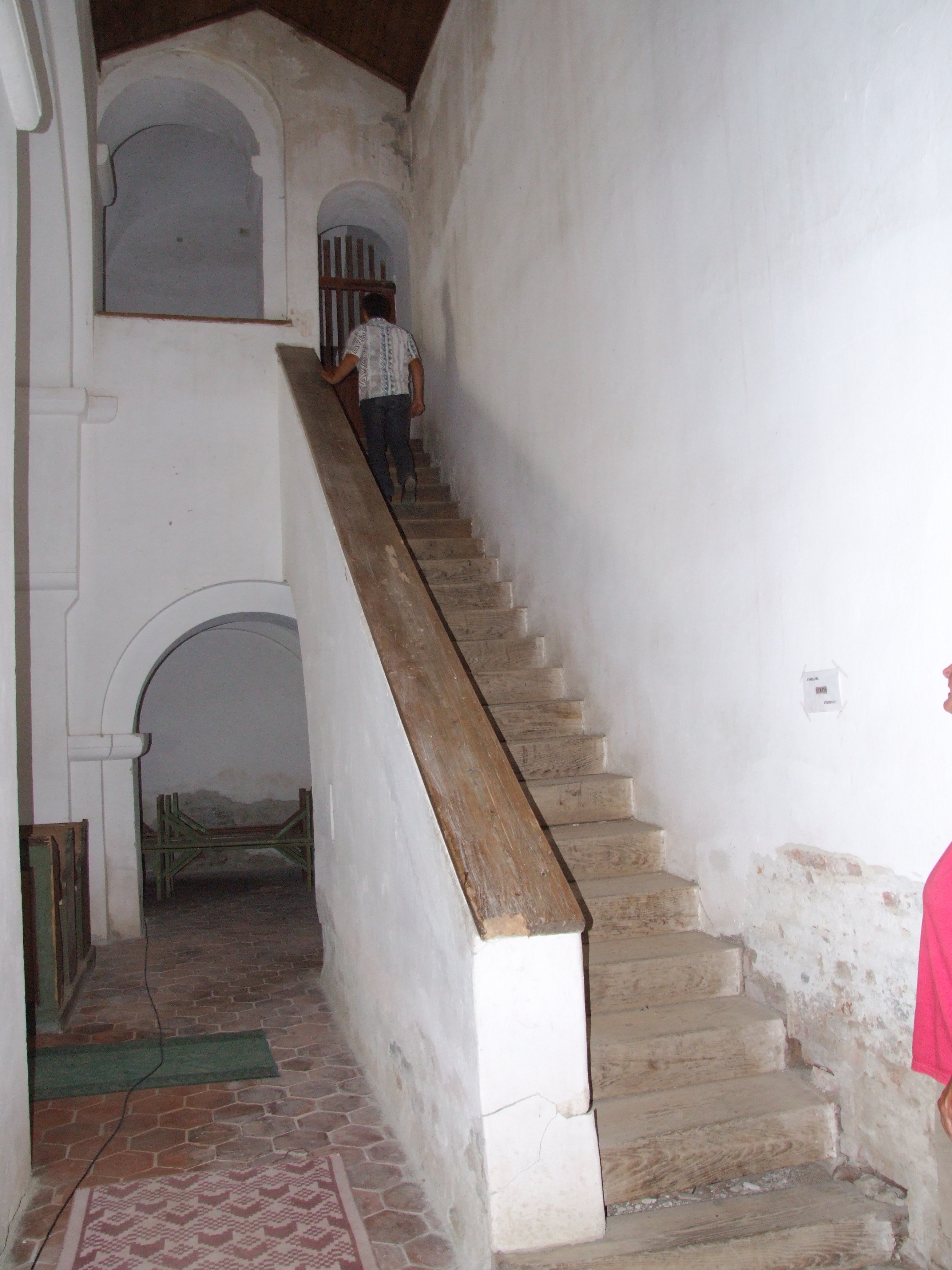
Klosterkirche, auf die Empore und in die Türme führende Treppe im nördlichen Seitenschiff. - Blick nach W.
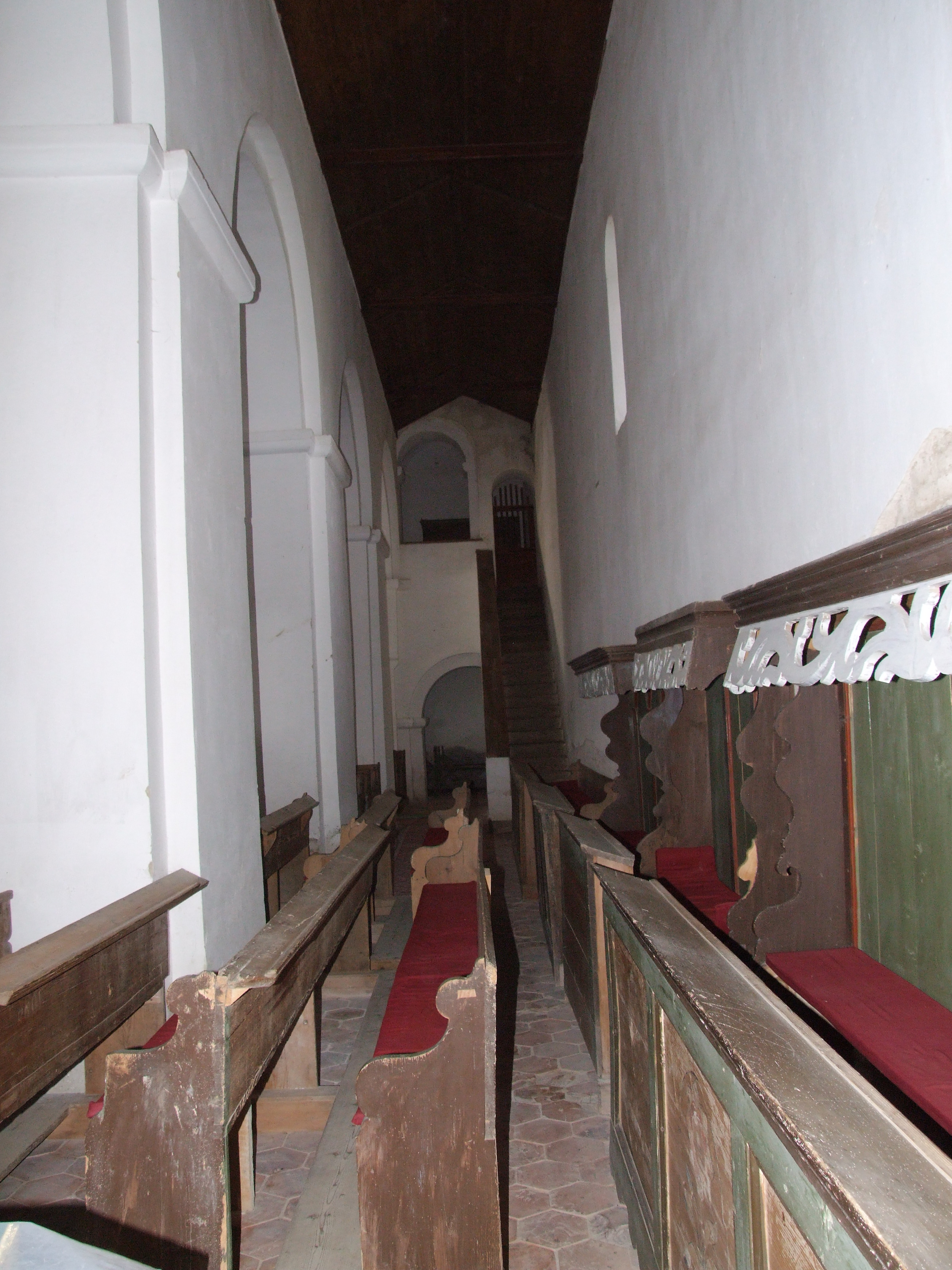
Gestühl im nördlichen Seitenschiff. - Blick nach W.
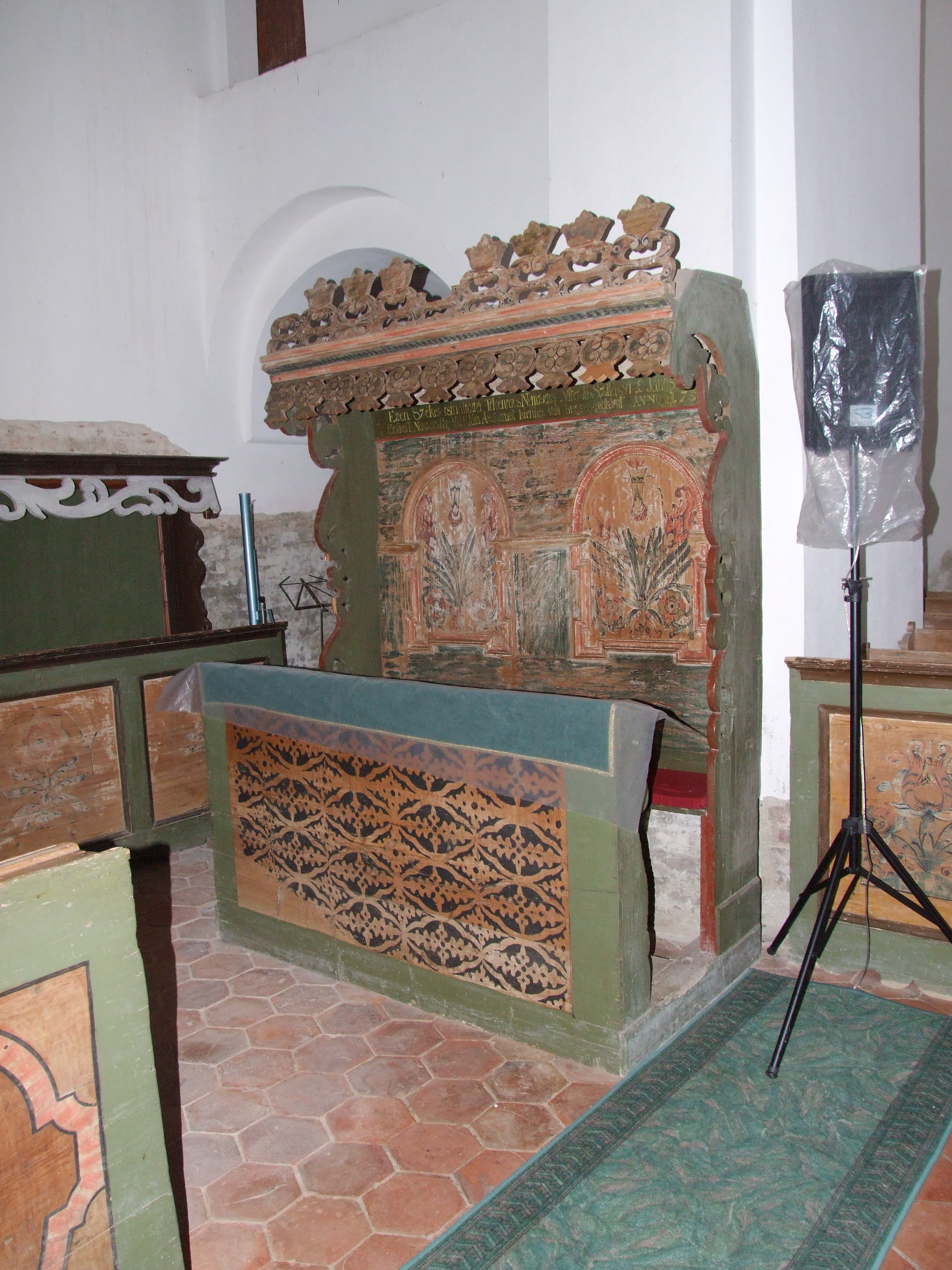
Chorgestühl mit floraler Bemalung.
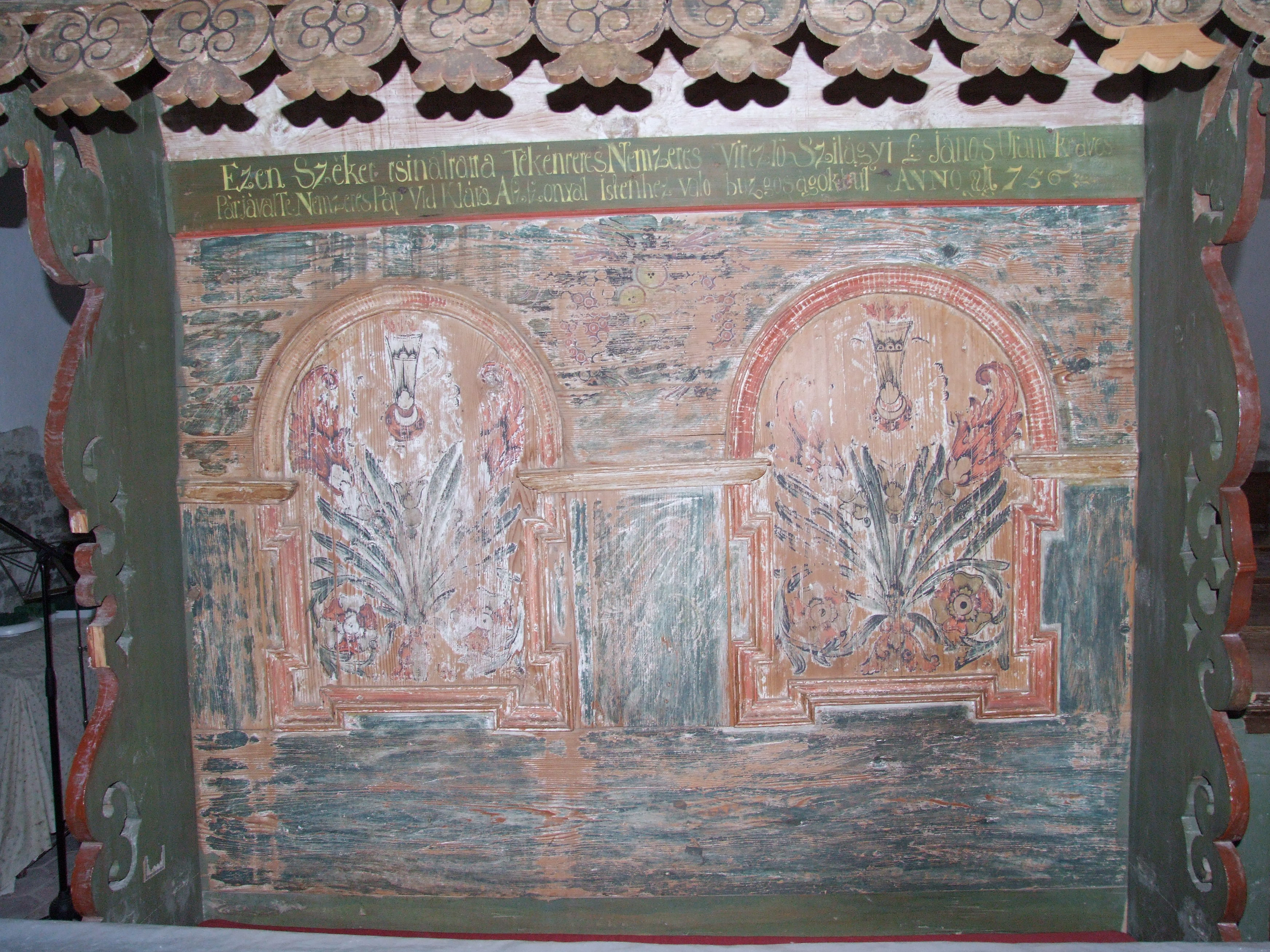
Rücklehne des Chorgestühls mit Inschrift und Datierung (1755).

Weitere Bilder (Pläne, Schnitte sowie historische und aktuelle Aufnahmen)

## Weitere Sehenswürdigkeiten
- Orthodoxe Kirche, errichtet 1870.
- Das Holocaust-Mahnmal als Erinnerung an die 1944 deportierten Juden aus Acâș.
- Wohnbauten im österreichisch-ungarischen Stil.